# Väike-Lähtru
Koordinaten: 58° 55′ N, 23° 53′ O
Väike-Lähtru (deutsch Klein-Lechtigall) ist ein Dorf (estnisch küla) in der Landgemeinde Lääne-Nigula (bis 2017: Landgemeinde Martna) im Kreis Lääne in Estland.

## Einwohnerschaft und Lage
Der Ort hat 34 Einwohner (Stand 31. Dezember 2011). Er liegt 21 Kilometer südöstlich der Landkreishauptstadt Haapsalu. Durch das Dorf fließt der Fluss Rannamõisa (Rannamõisa jõgi), der in die Bucht von Matsalu mündet.

## Gut
Seit 1688 ist neben dem nahegelegenen Gut von Suure-Lähtru (Groß-Lechtigall) auch der Hof Väike-Lähtru (Klein-Lechtigall) nachgewiesen. Spätestens ab 1765 fiel beider Eigentümerschaft nicht mehr zusammen. Von da an bis 1865 stand Väike-Lähtru im Eigentum der adligen deutschbaltischen Familie Ungern-Sternberg. Letzter Privateigentümer vor der Enteignung im Zuge der estnischen Landreform 1919 war die Familie von Hunnius.

## Orthodoxe Schule und Kirche

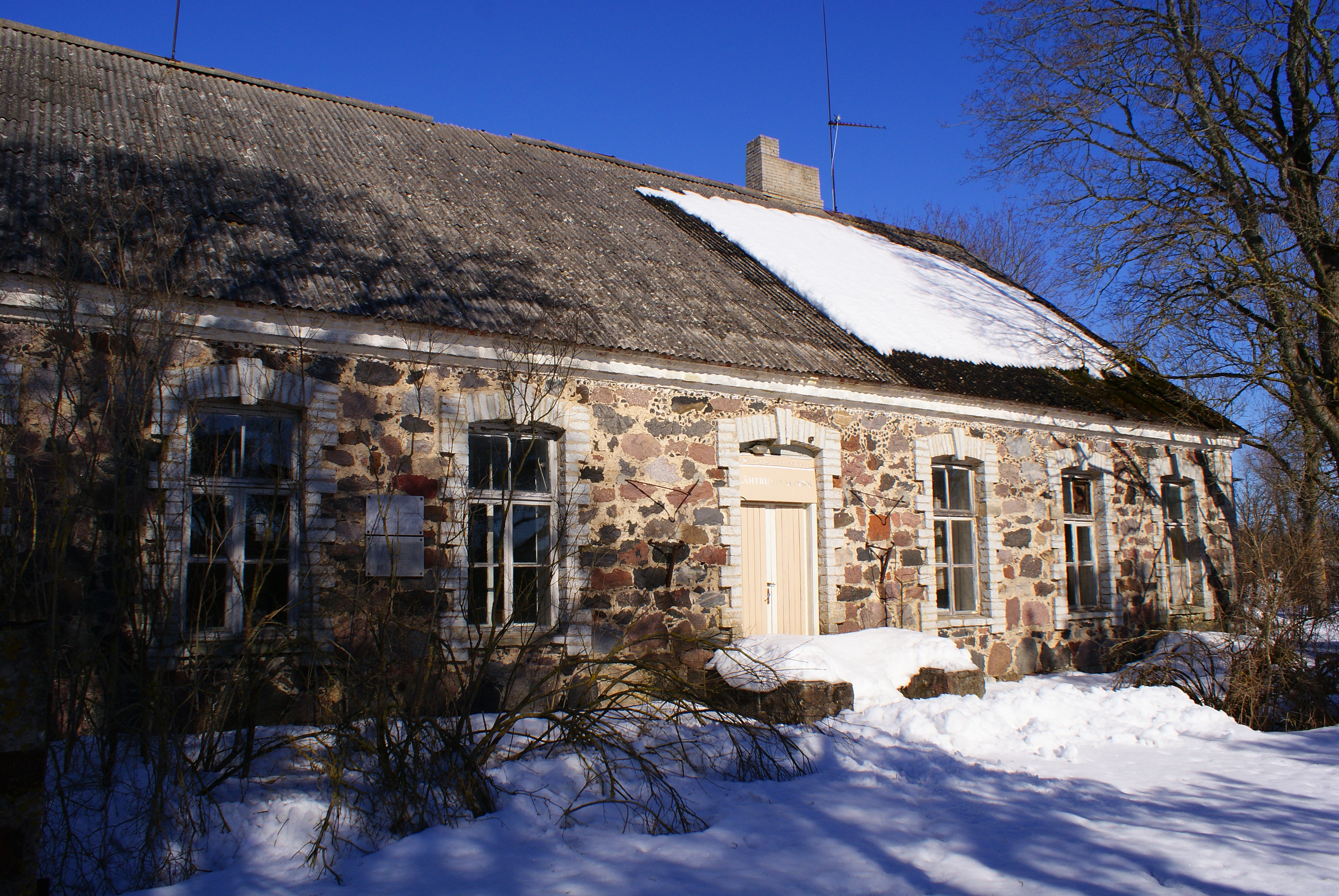
Ehemaliges Schulgebäude

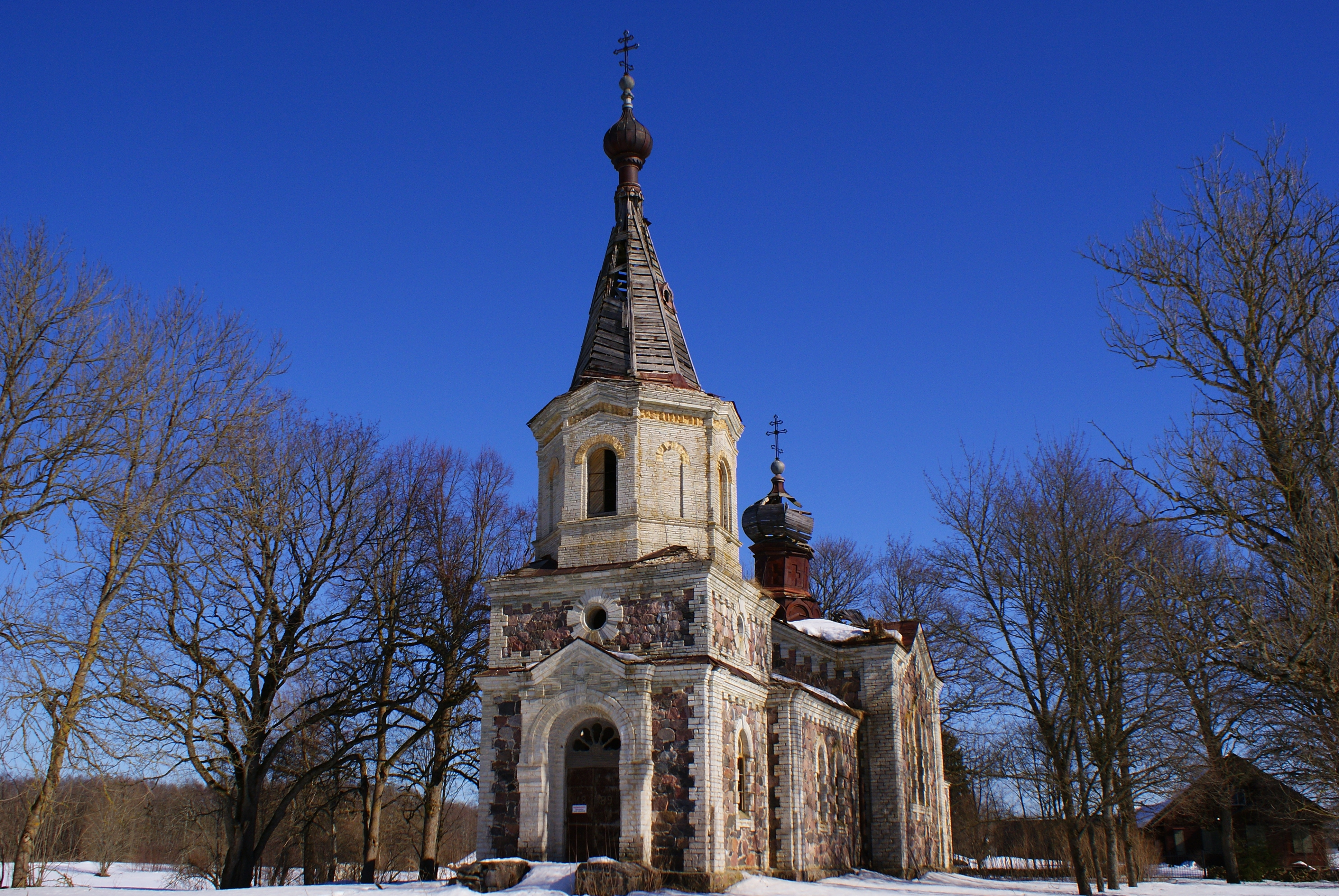
Orthodoxe Kirche

1882, zur Zeit der Russifizierungsversuche der zaristischen Behörden in Estland, wurde auf dem Hof Panga talu eine russisch-orthodoxe Dorfschule gegründet. Kurze Zeit später zog die Schule in ein neues Gebäude um.
Von 1902 bis 1906 besuchte der spätere Opernsänger Alexander Arder (1894–1966) dort die Grundschule. 1970 wurde die Schule geschlossen. An die Bildungseinrichtung erinnert ein 1998 gelegter Gedenkstein. 
1885 wurde nach Übertritten der lutherischen Esten zur russischen Orthodoxie auch eine orthodoxe Kirchengemeinde in Väike-Lähtru ins Leben gerufen. Von 1887 bis 1889 entstand neben dem neuen Schulgebäude die orthodoxe Geburt-der-Gottesmutter-Kirche (Jumalaema Sündimise kirik). Sie wurde im Oktober 1889 geweiht. Architekten des Gotteshauses waren E. Bernhardt und K. Nyman.
Während der sowjetischen Besetzung Estlands wurde die Gemeinde 1974 geschlossen. Von den ursprünglich vier Kirchenglocken befindet sich eine im Museum in Haapsalu. Die drei übrigen hingen bis 2007 im Konzert- und Opernhaus Estonia in Tallinn.
Die Glocken wurden nach Wiedererlangung der estnischen Unabhängigkeit an die orthodoxe Kirche zurückgegeben. Sie befinden sich heute in der Kathedrale der Estnischen Apostolisch-Orthodoxen Kirche (EAÕK) in der estnischen Hauptstadt.
Neben der Kirche befindet sich der Friedhof des Ortes.